# Хэшер
«Хэшер» (англ. Hesher) — драма Спенсера Сассера. В главных ролях снялись Джозеф Гордон-Левитт, Натали Портман и Рэйн Уилсон. Фильм впервые был показан на кинофестивале «Сандэнс» 22 января 2010 года. На территории США фильм вышел в ограниченный прокат 13 мая 2011 года.
Постер фильма стилизован под лого Metallica, а в самом фильме звучит несколько их песен. Всё это произошло с одобрения группы. Также в фильме звучит песня «Rock Out» группы Motörhead.

## Сюжет
После гибели матери Ти Джей (Девин Брошу) со своим отцом (Рэйн Уилсон) вынуждены жить с бабушкой. Но однажды в их доме без приглашения поселяется парень по имени Хэшер (Джозеф Гордон-Левитт), который берёт на себя роль старшего «наставника» Ти Джея, втягивая мальчика в истории, которые тот не мог и представить. На защиту Ти Джея от дурного влияния встает юная продавщица Николь (Натали Портман), являющаяся давним объектом его романтических фантазий.

## В ролях
| Актёр                | Роль          |
| -------------------- | ------------- |
| Джозеф Гордон-Левитт | Хэшер         |
| Натали Портман       | Николь        |
| Рэйн Уилсон          | Пол Форни     |
| Девин Брошу          | Ти Джей Форни |
| Пайпер Лори          | Мэдлин Форни  |

## Отзывы
Фильм получил смешанные отзывы кинокритиков. Агрегатор  рецензий сайт Rotten Tomatoes сообщает, что 55 % критиков написали положительный обзор, а средний рейтинг составляет 5,7 из 10. На Metacritic фильм получил 45 баллов из 100 на основе 26 рецензий. Роджер Эберт оценил картину в 2,5 звезды из 4-х.